# Dave Benton
Dave Benton (Efren Eugene Benita; Aruba, 31 de gener de 1951) és un cantant de pop estonià guanyador del Festival de la Cançó d'Eurovisió de 2001.
Va néixer en 1951 a l'illa del Carib d'Aruba i amb 20 anys es va mudar als Estats Units. Benton va treballar com a bateria i corista per a The Drifters, Tom Jones, Billy Ocean, José Feliciano i els Platters.
Va participar el 1981 al Festival de la OTI representant les Antilles Neerlandeses amb la cançó "Vaya un amigo" finalitzant en 20a posició.
Mentre vivia als Països Baixos en els anys 80 va conèixer a la seva futura esposa, l'estoniana Maris, en un creuer, i es va establir a Estònia en 1997. Benton ha tingut una carrera musical molt variada al nord d'Europa. Ara viu a Estònia amb la seva dona i les seves dues filles, Sissi i Lisa. Dave va participar en la producció del musical alemany 'City Lights'. Tot i que té diversos àlbums gravats, un d'ells en la seva llengua nativa, el papiament, la seva carrera fins avui el defineix més com un artista d'actuacions en directe que com un artista que grava discos.
Al Festival de la Cançó d'Eurovisió 2001 va representar a Estònia, al costat del cantant de rock Tanel Padar i la boyband 2XL amb el tema "Everybody", alçant-se amb el triomf després d'haver rebut 198 punts, la qual cosa va permetre a Estònia celebrar en les seves terres el Festival de l'any següent. Com a curiositat és el guanyador més veterà d'Eurovisió amb 50 anys i 101 dies.